# Планинарски дом Пирот
Планинарски дом Пирот је био спортско-рекреативни центар на планини Видлич. Објекат је отворен 12. фебруара 1971. године а престао је са радом 2017. године. Налази се на 12 километара од Пирота, на надморској висини од 1080мнв.  Недалеко се налази и један од врхова планине Видлич - Басарски камен.

## Историја
Године 1971. је предузеће Тигар из Пирота отворило Планинарски дом недалеко од града. Тада је Дом носио назив Хотел Тигар планинарски дом. Објекат је имао 30 лежајева у двокреветним собама и апартманима, ресторан капацитета за 100 гостију, терасу од 50 седишта, аперитив бар, ТВ салу, салу за састанке и семинаре. Испред хотела постоји скијалиште са жичаром где Пироћанци долазе током зиме. 
Дана 16. децембра 2002. године, хотел мења име у Хотел Стара.  Предузеће Тигар је огласило Хотел на продају 2017. године.  Следеће године, 2018. Никола Миротић је купио планинарски дом и целу имовину некадашњег хотела Стара.  Идеја је била да се направи нов комплекс, међутим са градњом се није започело и објекат пропада.

## Локација
Налази се на 12 километара од Пирота, на надморској висини од 1080мнв на обронцима планине Видлич. Поред самог комплекса је пут Пирот-Висок који је изграђен 1947. године. Одмах поред објекта се налази Титова чесма која је подигнута 1977. године. Недалеко се налази и Царева чесма.
Планинари са ове локације крећу пут Басарског камена, другог највишег врха планине Видлич, са надморском висином од 1377мнв.